# Gemengde economie
Een gemengde economie, ook wel neokapitalisme genoemd, is een economisch systeem waarin zowel openbare als private ondernemingen voorkomen. In een gemengde economie worden elementen van het kapitalisme en socialisme gecombineerd.
In sommige landen wordt de economie ook wel beschreven als staatskapitalisme. Bij deze variant van gemengde economie speelt de overheid zowel de rol van ondernemer (bijvoorbeeld bij een nutsbedrijf) als die van aandeelhouder (zoals de Nederlandse overheid bij KLM) in private ondernemingen in de economie. 